# 卡莱尔联足球俱乐部
卡莱尔联足球俱乐部（英語：Carlisle United F.C.，发音为/kɑrˈlaɪl/或/ˈkɑrlaɪl/）是英格蘭西北部近蘇格蘭邊境坎布里亞卡莱尔的職業足球會，成立於1904年，現時在英格蘭乙級聯賽作賽，主場為般頓公園球場（Brunton Park）。

## 歷史
卡莱尔联於1903年由兩支當地球隊及合併而成立，新球隊初時在比賽，稍後遷往德文希尔公园（Devonshire Park），最終搬到現時的主場般頓公園。
卡莱尔联於1928年獲選加入足球聯盟丙組北部聯賽，取代德拉姆城 的席位。卡莱尔联只曾在1974-75年升上頂級的甲組聯賽一季，球隊贏取頭三場聯賽並高據榜首，但到季尾卻敬陪末席而降級。在1987年卡莱尔联降回丁組，此後17個賽季只曾兩次脫離這個聯賽最低組別。
1991-92年球季卡莱尔联在最後一季的丁組聯賽排名包尾，原需降級到全國聯盟聯賽（GM Vauxhall Conference），幸好因艾迪索特（Aldershot）破產退出而獲留級。
卡莱尔联於1995年奪得丙組聯賽冠軍，球隊被古怪的地產大亨迈克尔·奈顿收購而帶來光明前途的希望。但當球隊分別在米克·沃兹沃思（Mick Wadsworth）及默文·戴（Mervyn Day）帶領下升級乙組時，奈顿未能提供財政上的支持，更安排自己出任領隊之職，期間自稱接觸外星人，而球隊亦降回聯賽最低的組別。
1998-99年球季最後一日（1999年5月8日），卡莱尔联出戰必需勝出方可留級，比賽最後一刻仍踢成1-1平手，瀕臨出局的卡莱尔联獲得角球，從借用的守門員吉米·格拉斯（Jimmy Glass）亦上前，藉著對方守門員拍出不遠，射入致勝的一球，迫使史卡保罗夫降入全國聯盟聯賽，而卡莱尔联獲得留級。接著兩季卡莱尔联有驚無險保留丙組席位，2002年更獲中游的成積。但卡莱尔联在2003年最終劫數難逃，球隊委任柯林斯（Roddy Collins）為領隊，因季初差劣的成績而被辭退，在新領隊保罗·辛普森（Paul Simpson）帶領下，球隊狀態雖有改善，仍不足保留長達76年的聯賽會員席位，降級全國聯盟聯賽。卡莱尔联是第一支曾在英格蘭頂級聯賽作賽的球隊遭到自動降級脫離聯賽的命運。
2005年5月卡莱尔联在全國聯盟聯賽附加賽決賽擊敗史提芬納治（Stevenage），在降級一年後重返聯賽行列。翌年（2006年）於4月22日作客以1-1戰平（Mansfield）後確保升級甲級聯賽，更於5月2日2-0擊敗罗奇代尔（Rochdale）後奪得乙級聯賽冠軍。
由於球隊位處的地理位置（卡莱尔位於英格蘭偏遠的西北部，非常接近蘇格蘭的邊境）及在本土的聯賽缺乏成績，經常有傳言球隊將會加入蘇格蘭的足球聯賽。但卡莱尔联於2006年5月成為乙組聯賽冠軍，更是乙組觀眾最多的球隊，相信卡莱尔联將永久留在英格蘭境內。
帶領球隊升班的保罗·辛普森（Paul Simpson）於2006年6月16日轉投英冠聯的普雷斯頓，前一隊教練及水晶宮副領隊於6月29日接掌帥印。2006/07年球季末球隊連輸三場，只能位列第8位，失去參加升級附加賽的機會。2007年8月13日在新球季展僅一週後，球隊突然宣佈辭退麦克唐纳。10月2日付出巨額賠償將領隊约翰·沃德（John Ward）帶到卡莱尔联，簽約4年。

## 大事紀年
| 年 份   | 事 項                                                                                                   |
| ------- | --- |
| 1905-06 | 加入蘭開郡混合（Lancashire Combination）乙組聯賽                                                        |
| 1906-07 | 蘭開郡混合乙組聯賽冠軍，升級甲組                                                                        |
| 1907-08 | 蘭開郡混合聯賽亞軍                                                                                      |
| 1910-11 | 取代自己的預備隊加入東北區聯賽（North Eastern League）                                                  |
| 1921-22 | 東北區聯賽冠軍                                                                                          |
| 1927-28 | 東北區聯賽亞軍                                                                                          |
| 1928-29 | 加入足球聯盟北區丙組聯賽                                                                                |
| 1958-59 | 聯賽重組後被置於丁組聯賽                                                                                |
| 1961-62 | 丁組聯賽殿軍，升級丙組                                                                                  |
| 1963    | 丙組聯賽排訴廿三位，降級丁組                                                                            |
| 1963-64 | 丁組聯賽亞軍，升級丙組                                                                                  |
| 1964-65 | 丙組聯賽冠軍，升級乙組                                                                                  |
| 1969-70 | 晉級聯賽盃四強                                                                                          |
| 1973-74 | 乙組聯賽季軍，升級甲組                                                                                  |
| 1975    | 晉級足總盃八強                                                                                          |
| 1975    | 甲組聯賽排第廿二位，降級乙組                                                                            |
| 1977    | 乙組聯賽排第廿位，降級丙組                                                                              |
| 1981-82 | 丙組聯賽亞軍，升級乙組                                                                                  |
| 1986    | 乙組聯賽排第廿位，降級丙組                                                                              |
| 1987    | 丙組聯賽排第廿二位，降級丁組                                                                            |
| 1992-93 | 超聯成立，丁組重組為丙組〈IV〉                                                                          |
| 1994-95 | 丙組〈IV〉聯賽冠軍，升級乙組〈III〉；決賽加時0-1負於，聯賽錦標亞軍                                      |
| 1995-96 | 乙組〈III〉聯賽排第廿一位，降級丙組〈IV〉                                                               |
| 1996-97 | 丙組〈IV〉聯賽季軍，升級乙組〈III〉；決賽加時0-0，十二碼4-3擊敗，聯賽錦標冠軍                           |
| 1998    | 乙組〈III〉聯賽排第廿三位，降級丙組〈IV〉                                                               |
| 2002-03 | 決賽0-2負於，聯賽錦標亞軍                                                                               |
| 2004    | 丙組〈IV〉聯賽排第廿三位，降級議會全國聯賽                                                              |
| 2005    | 協會全國聯賽季軍，附加賽準决賽兩回合累計2-2，十二碼5-4擊敗艾迪索特，決賽1-0擊敗史提芬納治，升級英乙聯賽 |
| 2006    | 英乙聯賽冠軍，升級英甲聯賽；決賽加時1-2負於，聯賽錦標亞軍                                               |
| 2007-08 | 英甲聯賽排第四位，附加賽準決賽兩回合累計2-3負於                                                         |
| 2009-10 | 決賽1-4負於，聯賽錦標亞軍                                                                               |
| 2010-11 | 決賽1-0擊敗，聯賽錦標冠軍（第二次）                                                                     |
| 2013-14 | 英甲聯賽排第廿二位，降級英乙                                                                            |
| 2023-24 | 英甲聯賽排第廿四位，再次降級英乙                                                                        |

資料來源：球會歷史資料庫 （页面存档备份，存于）

## 近況
參見2015年至2016年英格蘭足球乙級聯賽
- 2015年11月16日，主場般頓公園球場（Brunton Park）再次因皮特里尔河（River Petterill）汛濫而水浸，積水高達6至12吋，球場曾於2004和2009年遭到相同情況[5]。
- 2015年12月6日，戴斯蒙德風暴（Storm Desmond）帶來的豪雨導致坎布里亞郡社區嚴重受損[6]，主場般頓公園球場（Brunton Park）完全被淹沒[7]；事後員工在清理積水時在球門發現3條錦鯉[8]。
- 2015年12月8日，於12月19日聯賽對的主場賽事將移師到普雷斯頓的迪普戴爾球場（Deepdale）舉行[9]；2016年首場主場在1月2日對 會在布力般流浪的伊活公園球場（Ewood Park）進行[10]；而足總盃第三圈對的賽事改在黑池的布隆菲尔德路球场（Bloomfield Road）舉行[11]。

### 盃賽成績
| 圈數             | 日期          | 主／客   | 對賽球隊 | 紀錄                                               |
| 聯 賽 盃         | 聯 賽 盃      | 聯 賽 盃 | 聯 賽 盃 | 聯 賽 盃                                           |
| ---------------- | ------------- | -------- | -------- | -------------------------------------------------- |
| 第一圈           | 2015年8月11日 | 主       |          | 勝3-1（页面存档备份，存于）                        |
| 第二圈           | 2015年8月25日 | 客       |          | 勝2-1 （页面存档备份，存于）                       |
| 第三圈           | 2015年9月23日 | 客       | 利物浦   | 負1-1（页面存档备份，存于） （加時1-1；十二碼2-3） |
| 聯 賽 錦 標      |               |          |          |                                                    |
| 第一圈（北區西） | 2015年9月1日  | 客       |          | 負0-1 （页面存档备份，存于）                       |
| 足 總 盃         |               |          |          |                                                    |
| 第一圈           | 2015年11月7日 | 客       |          | 勝2-0 （页面存档备份，存于）                       |
| 第二圈           | 2015年12月5日 | 客       | 威靈聯   | 勝5-0 （页面存档备份，存于）                       |
| 第三圈           | 2016年1月10日 | 主       |          | 和2-2（页面存档备份，存于）                        |
| 第三圈（重賽）   | 2016年1月19日 | 客       |          | 勝1-1（页面存档备份，存于） （十二碼5-4）          |
| 第四圈           | 2016年1月31日 | 主       |          | 負0-3 （页面存档备份，存于）                       |

## 主場球場

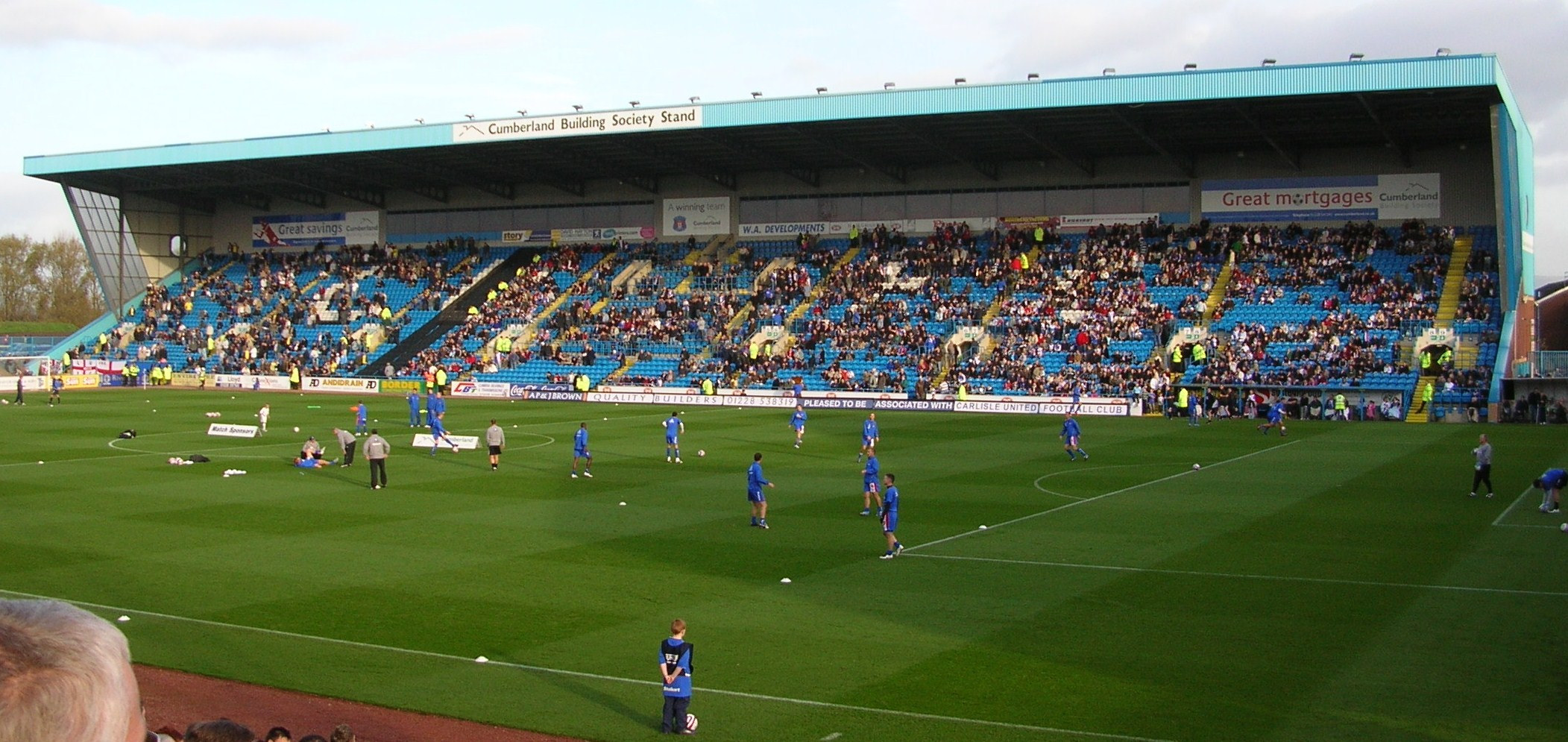
般頓公園球場

般頓公園球場（Brunton Park）是位於英格蘭西北部坎布里亞郡卡萊爾的足球運動場，於1909年啟用，是卡素爾聯足球會的主場球場。
球場由四座獨立的看台組成，分別為「華威路看台」（Warwick Road End）、東看台（East Stand，冠名稱為The Story Homes Stand）、西看台（West Stand）及容納客隊球迷的「柏泰利看台」（Petteril End），可容16,981名球迷。
球場的主看台於1953年被火災焚燒：2005年球場曾遭受洪水完全淹浸；2015年年末更兩度遭到汛濫水浸。

## 榮譽
| 榮譽                    | 次數        | 年度                   |
| 聯 賽 比 賽             | 聯 賽 比 賽 | 聯 賽 比 賽            |
| ----------------------- | ----------- | ---------------------- |
| 丙組聯賽〈III〉 冠軍    | 1           | 1964/65年；            |
| 丙組聯賽〈IV〉 冠軍     | 1           | 1994/95年；            |
| 乙級聯賽〈IV〉 冠軍     | 1           | 2005/06年；            |
| 議會全國聯賽附加賽 冠軍 | 1           | 2004/05年；            |
| 盃 賽 比 賽             |             |                        |
| 英格蘭聯賽錦標 冠軍     | 2           | 1996/97年、2010/11年； |

## 著名球星
- （Peter Beardsley）
- 史丹·保斯（英语：Stan Bowles）
- 馬特·贊臣（英语：Matt Jansen）